# Janina Garścia
Janina Garścia, zamężna Gressel (ur. 12 marca 1920 w Krakowie, zm. 1 marca 2004 tamże) – polska kompozytorka i pedagog.

## Życiorys
W roku 1945 ukończyła Szkołę Muzyczną im. Władysława Żeleńskiego w Krakowie (klasa fortepianu prof. Olgi Stolfowej), a następnie studiowała w Państwowej Wyższej Szkole Muzycznej w Krakowie (kompozycja u S. Wiechowicza i dyrygentura u A. Malawskiego). Od 1946 pracowała jako nauczyciel gry na fortepianie w krakowskich szkołach; najpierw w Szkole Muzycznej im. Władysława Żeleńskiego (1946–1950), a później, przez wiele lat, w Szkole Muzycznej I stopnia im. Stanisława Wiechowicza (1951–1995).

## Dorobek kompozytorski
Skomponowała około 700 utworów dla dzieci i młodzieży, głównie na fortepian, a także na wiolonczelę, obój, flet prosty i perkusję. Ponadto autorka utworów na cztery wiolonczele, dwa fortepiany, kapelę ludową; ma w dorobku ilustracje muzyczne, utwory polirytmiczne, utwory na fortepian i perkusję dla jednego wykonawcy, utwory na fortepian z towarzyszeniem muzyki elektronicznej i taśmy magnetofonowej.

## Wybrane utwory
- Najłatwiejsze utwory dla dzieci (1946)
- Łamigłówki (1958)
- Mała suita na dwa fortepiany (1961)
- Zrytmizowany świat na fortepian i dziecięce instrumenty perkusyjne dla jednego wykonawcy (1974)
- Impresje wioloczelowe (1981)
- Bajki dźwiękiem pisane (1994)
- 6 Ekspresyjnych miniatur (1997)

## Aranżacje
Część jej utworów została zaaranżowana na akordeon i zespół harmonijek ustnych; wiele kompozycji (szczególnie na fortepian) znalazło się w zbiorach edukacyjnych muzyki dziecięcej wydawanych w Austrii, Japonii, byłych Czechosłowacji, NRD i ZSRR.

## Nagrody i odznaczenia
Laureatka nagrody resortowej I stopnia (1973), nagrody Prezesa Rady Ministrów (1975); odznaczona m.in. Krzyżem Kawalerskim Orderu Odrodzenia Polski (1983), Medalem Komisji Edukacji Narodowej (1979), Złotą Odznaką miasta Krakowa (1972).

## Upamiętnienie
W Lublińcu, Chrzanowie, Jeleniej Górze i Tczewie jest patronką szkół muzycznych.
Od 1993 odbywa się w Stalowej Woli Międzynarodowy Konkurs im. Janiny Garści. Kompozytorka jest też patronką Festiwalu Polskiej Muzyki Współczesnej dla Pianistów w Lublińcu.